# 停止并终止
，簡稱停终，是許多商業律師所使用的常用工具。通常是一封由企業發出的文件用以警告另一家企業的不合法行為，像是盜版、侵權等。但若收到該封警告信的企業不作為或立即停止，則發出信函的企業將採取法律途徑。
在美国，此术语用在两种不同的情况下。為行政機關或法院禁止個人或企業繼續某一特定行為的命令，并具有明确的法律意图。相比之下，停终信函是任何个人都能发出，但通常由律师起草。

## 法院的命令
法官可以意图以终止一项非法活动发出此条令。这项禁令有时审判的结果，在这种情况下，这就是对于此活动的永久禁令。它也可以是一项紧急措施，以防止可能无法挽回的损害，在这种情况下，它采取临时禁令的形式。为防止言论出现的禁令（如阻止仍在申请中的出版）称为预先制止令  。

### 行政机构的使用
许多政府机构亦拥有发布停終条令的权力，通常用于制止未注册或欺诈性的证券销售，用于制止可能有害于制度的银行业务，用于强制执行条令。条令通常给接收人制定一段时间用于举行听讯，若接收人未作要求，此条令则最终生效，机构有权执。

## 
此函要求接收人制止某一行为，否则将面临法律诉讼。可能导致本函的某些行为包括：
- 讨债公司或者垃圾债券买家的电话骚扰
- 跟踪或其他形式的骚扰
- 资产、近邻、边界争议
- 专利侵权、版权侵犯或商标侵权
- 诽谤
- 违反服务条款

跟踪与骚扰的情况下，此函通常要求收信人制止威胁行为否则面临犯罪指控。
财产与边界争议的情况下，此函要求收信人终止对近邻的不良冲击行为。例子有诸如在晚上举行吵闹的派对，放任狗在户外乱吠，砍断公共或共有土地上的树，侵犯他人财产的情况下。
版权或商标侵权，诽谤的情况下，若收信人继续不受欢迎的行为，此函通常意味着民事诉讼。尽管功能不同，但在形式上，它与律师函（demand letter）相似（律师函一般用于通告收信人赔付因侵权行为或违约导致的资金损失）。
在美国，处于因面临起诉产生“合理忧虑”的收信人，通常回应要求在自己的司法管辖权内来进行宣告式判决。

### 批评
公民自由和言论自由团体，如ACLU就批评停終。